# Drosera panamensis
Drosera panamensis är en sileshårsväxtart som beskrevs av Correa och A.S.Taylor. Drosera panamensis ingår i släktet sileshår, och familjen sileshårsväxter. Inga underarter finns listade i Catalogue of Life.